# Fiat 673N
El camión de capacidad media FIAT 673/FIAT 673N/Fiat 616 (en Europa), era un camión corto producido por el fabricante automovilístico italiano Fiat Veicoli Industriali entre los años 1965 hasta 1978, en sustitución del vehículo precedente, el Fiat 615.

## Descripción
Es un vehículo con un peso total de 13 t y con una capacidad de carga útil que se acercaba a los 12.000 kg, sobre el chasis del montaje. La cabina era de “morro largo”, es decir con el motor y otros elementos mecánicos colocados delante de la cabina del piloto.

## Variantes
Para diferenciarlas entre sí, la firma le ha hecho seguir a la serie de modelos una serie de números:
- Serie N: fabricada entre 1965 a 1966
- Serie N1: fabricada entre 1966 a 1968
- Serie N2: fabricada entre 1968 a 1971
- Serie N3: fabricada entre 1971 a 1978, la última serie de la línea.

Con la última serie, la N3; se ha ampliado la gama con modelos de capacidad de carga total más alta. De la serie N2 todos los anteriores modelos difieren por algunos cambios cosméticos sobre todo, la mayoría, obviamente, con una nueva parrilla más reciente que la versión anterior, y la adopción de un nuevo y más potente motor de 8,030 litros; capaz de entregar una potencia de 61,5 caballos/vapor de fuerza. Acoplado a este motor también se ha introducido una caja de cambios de la referencia 8040, y aumentó aún más la capacidad de cubicaje (se incrementó su cilindrada de 2.592 a 3.456 cm³), así que en tanto la potencia aumentaría (llegaría hasta los 81,5 CV).

## Reemplazo
Fue reemplazado por el Iveco Daily tras la integración de los recién formados camiones Fiat Iveco, después de la integración de la firma Fiat Veicoli Industriali a la recién creada Iveco.